# Templo de Apolo (Delfos)
As ruínas do Templo de Apolo hoje visíveis datam do século IV a. C., e são de um edifício dórico peripteral. Foi erguido por Espíntaro, Xenodoros e Agathon nos restos de um templo anterior, datado do século VI a. C., que por sua vez foi erguido no local de uma construção do século VII a. C. atribuída aos arquitetos Trofônio e Agamedes.

## História
O templo do século VI a. C. foi denominado "Templo dos Alcmeônidas" em homenagem à família ateniense que financiou sua reconstrução após um incêndio que destruiu a estrutura original. O novo edifício era um templo hexastilo dórico de 6 por 15 colunas. Este templo foi destruído em 375 a. C. por um terremoto. As esculturas do frontão são uma homenagem a Práxias e Andróstenes de Atenas. De uma proporção semelhante ao segundo templo, ele reteve o  padrão de 6 por 15 colunas ao redor do estilóbata. Dentro estava o ádito, o centro do oráculo délfico e sede da Pítia. O templo tinha a declaração "Conhece a ti mesmo ", uma das máximas de Delfos, esculpida nela (e alguns escritores gregos modernos dizem que as outras foram inscritas nele), e as máximas foram atribuídas a Apolo e dadas através do oráculo e/ou Sete Sábios da Grécia ("conhece a ti mesmo" talvez também seja atribuído a outros filósofos famosos). 

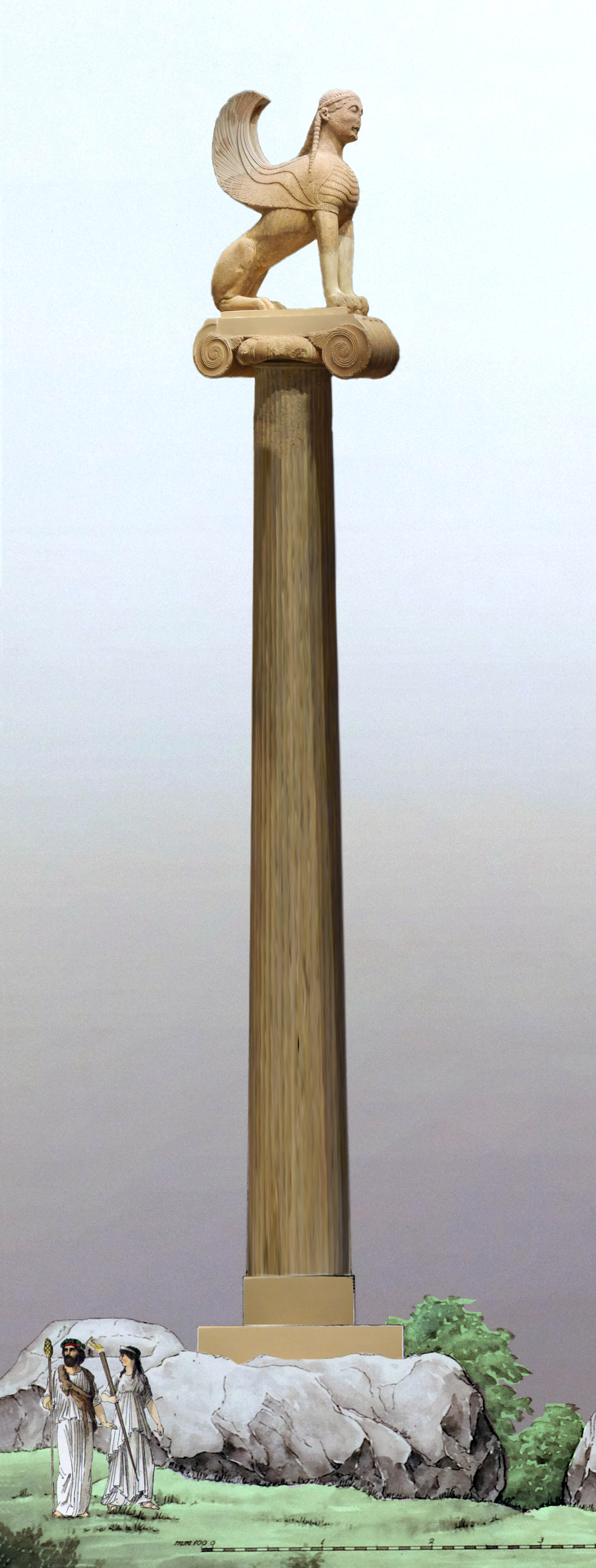
A Esfinge de Naxos (560 a. C.) estava localizada ao lado do Templo de Apolo.

O templo sobreviveu até 390, quando o imperador romano Teodósio I silenciou o oráculo, destruindo o templo e a maioria das estátuas e obras de arte em nome do cristianismo. O local foi completamente destruído por cristãos zelosos em uma tentativa de remover todos os vestígios do paganismo. As ruínas deste templo decaem mais rapidamente do que algumas das outras ruínas nas encostas do sul da montanha Parnassos. Isto é principalmente devido ao uso de calcário, um material mais suave, juntamente com pedra porosa.
O primeiro templo de Apolo era, segundo o mito, feito de loureiro (Dafne, laurel, o símbolo sagrado de Apolo), o segundo templo de Apolo teria sido feito de cera de abelha e penas (os restos de duas estruturas datadas do século VIII a. C. podiam ser associados com os dois primeiros templos), o terceiro templo de Apolo feito de bronze, o quarto templo de Apolo foi construído em torno do final do século VII a. C. e, segundo Pausânias, arruinado pelo fogo em 548 a. C., o quinto templo de Apolo (Templo Alcmeônida) foi construído entre 525-505 a. C. e arruinado pelo fogo ou terremoto em 373 a. C., o sexto templo de Apolo foi concluído em 320 a. C. e é o único visível hoje. 